# أيغويليس روغيس دي أرولا
أيغويليس روغيس دي أرولا (بالإنجليزية: Aiguilles Rouges d'Arolla)‏ هو أحد جبال سلسلة جبال الألب بينيني ويقع في كانتون فاليز في سويسرا. يحتل المرتبة رقم 53 في قائمة جبال سويسرا من حيث الارتفاع، إذ يبلغ ارتفاعه حوالي 3644 متر، بينما يبلغ ارتفاع نتوء الجبل 789 متر، هذا وقد سجل أول وصول لقمة الجبل عام 1870.